# 沙伊本贝格
沙伊本贝格（德語：Scheibenberg，發音：[ˈʃaɪbn̩ˌbɛʁk] ⓘ）是德国萨克森州厄尔士山县的城市，面积9平方千米，2023年12月31日人口为2,012人。